# 李景遺
李 景遺（り けいい、生年不詳 - 537年）は、中国の北魏末から東魏にかけての軍人。本貫は趙郡柏人県。李元忠の族叔にあたる。

## 経歴
若くして雄武にたけ、胆力があり、はみ出し者たちと結んで盗賊となり、郷里を荒らして苦しめていた。永安3年（530年）、兄の南鉅鹿郡太守李無為が横領の罪で御史の弾劾を受け、州の獄中に拘禁された。景遺は十数騎を率い、台使と偽って州城に入り、李無為を連れ去った。州軍が追討したが、捕らえることはできなかった。このことで任侠として知られた。普泰元年（531年）、高歓が信都で挙兵すると、景遺はその軍門に赴き、厚遇を受けた。李元忠とともに西山で挙兵して、殷州刺史の爾朱羽生を捕らえた。功績により龍驤将軍に任ぜられ、昌平県公に封ぜられた。爾朱兆が攻撃してくると、景遺は奮戦して功績を挙げ、使持節・大都督・左将軍となった。太昌元年（532年）、昌平郡公に進み、車騎将軍を加えられた。東魏の天平元年（534年）、潁州刺史として出向した。天平4年（537年）、前の潁川郡太守の元洪威に襲撃されて殺害された。侍中・都督殷滄二州諸軍事・大将軍・開府・殷州刺史の位を追贈された。子の李伽林が後を嗣いだ。

## 伝記資料
- 『北斉書』巻22 列伝第14